# ژرار کوانسون
ژرار کوانسون (فرانسوی: Gérard Coinçon‎؛ زادهٔ ۱۸ مارس ۱۹۳۹) بازیکن فوتبال اهل فرانسه بود.
از باشگاه‌هایی که در آن بازی کرده‌است می‌توان به باشگاه فوتبال استراسبورگ و باشگاه فوتبال سن-اتین اشاره کرد.
وی همچنین در تیم ملی فوتبال فرانسه بازی کرده‌است.